# Эски-Сарай (мечеть)
Эски́-Сара́й (крымскотат. Eski Saray, Эски Сарай, Старый Дворец) — бывшая мечеть, памятник крымскотатарской архитектуры XIV века, одна из старейших мечетей в Крыму. Расположена в селе Пионерское Симферопольского района в 14 км от Симферополя в долине реки Салгир. Мечеть была возведена во времена, когда Крым был улусом Золотой Орды. Ныне находится в полуразрушенном состоянии.

## История
Поселение Эски-Сарай (с 1948 года — Монетное, ныне упразднено) некогда было владением калги-султана. Предположительно, здесь находился монетный двор и дворцовый комплекс, который и дал название поселению (Эски-Сарай в переводе с татарского — старый дворец). До настоящего времени ни дворец, ни монетный двор не сохранились. Однако осталась мечеть Эски-Сарай, которая, вероятно, была построена неподалёку от дворца. Она относится к XIV—XV векам. Находящиеся радом с мечетью развалины могут быть остатками дворца или монетного двора.
Развалины села Эски-Сарай впервые упоминаются в сочинении П. С. Палласа «Наблюдения, сделанные во время путешествия по южным наместничествам Русского государства в 1793—1794 гг.». П. И. Сумароков в сочинении «Досуги крымского судьи или второе путешествие в Тавриду» 1803 года упоминал опустелую мечеть Эски-Сарай. По его мнению, это Ак-Мечеть, давшая название средневековому Симферополю.
В 1923 году мечеть исследовал профессор П. В. Никольский. Согласно его записям, в то время здание украшал купол, который не сохранился до нашего времени. В советское время было несколько попыток отреставрировать мечеть. В 1969 году были проведены работы по консервации руинированного памятника: выполнены инъекции трещин, частично восстановлена каменная кладка в нижнем ряду окон, стены укреплены железобетонным поясом.

## Архитектура

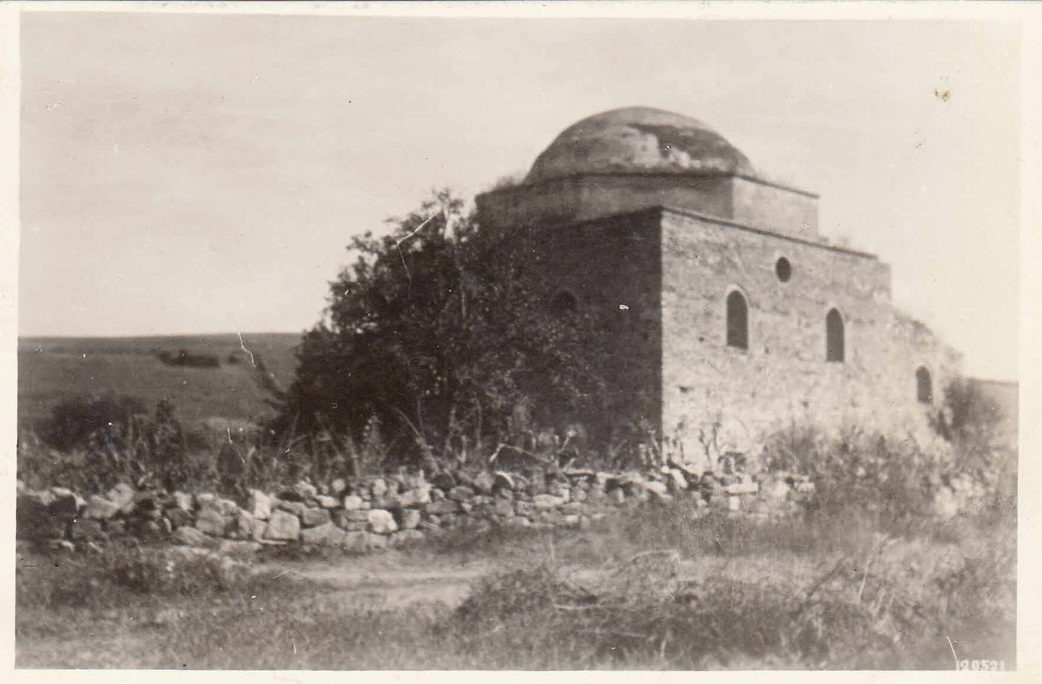
Мечеть Эски-Сарай до утраты купола, вид с юго-запада.

Мечеть представляет собой постройку в виде двух квадратов: большого с длиной стороны около 12,7 м и малого с длиной стороны около 6 м. Изначально это были две купольные мечети с отдельными входами. С северо-западной стороны — руины минарета.
Стены сооружения, сложенные из мелкозернистого песчаника, достаточно толстые (до 125 см). Конструктивные и декоративные элементы выполнены из известняка. Главный вход, расположенный с северной стороны, выполнен в виде стрельчатой арки. Снаружи на северном фасаде имеется ниша в виде михраба. Она, вероятно, предназначалась для совершавших намаз под открытым небом. Каждая из стен мечети (кроме восточной) имеет по 5 окон: 2 квадратных на первом уровне, 2 полуциркульных на втором и круглое окошко в центральной части третьего уровня.
Малая мечеть, по одной из версий, предназначалась для женщин. По другой версии, она служила султанской ложей, где калга-султан мог совершать намаз, слушая священнослужителя большой мечети через оконный проём с решёткой в общей стене.
Купол малой мечети опирался через паруса на три внешние стены толщиной 90 см и на смежную стену большой мечети. Купольное перекрытие, как и у большой мечети, было сложено из лёгкого пористого туфа. Главный купол покоился на невысоком восьмигранном барабане. Переход из четверика к барабану осуществляется через высокие паруса. Они начинались у нижнего яруса окон, закреплялись опорными камнями, и смыкались вверху в виде арок. В южной стене устроен михраб, украшенный резьбой в стиле сельджукской орнаментики. В интерьере со стороны входа, предположительно, располагались деревянные хоры для женщин, на что указывают гнёзда в кладке северной стены.
Профессор П. В. Никольский писал о мечети: «…она является интересным примером заимствования архитектурных форм, которое существует везде и которое особенно характерно для мусульманского искусства, разрабатывавшего в архитектуре и орнаментизме формы византийские, персидские и египетские». Крымовед Ф. Ф. Лашков называл эту мечеть лучшей в Крыму и считал что она «напоминает азизы» (то есть дюрбе на азизах).
Распоряжением Правительства Российской Федерации от 17 октября 2015 года № 2073-р мечеть Эски-Сарай была признана объектом культурного наследия федерального значения.

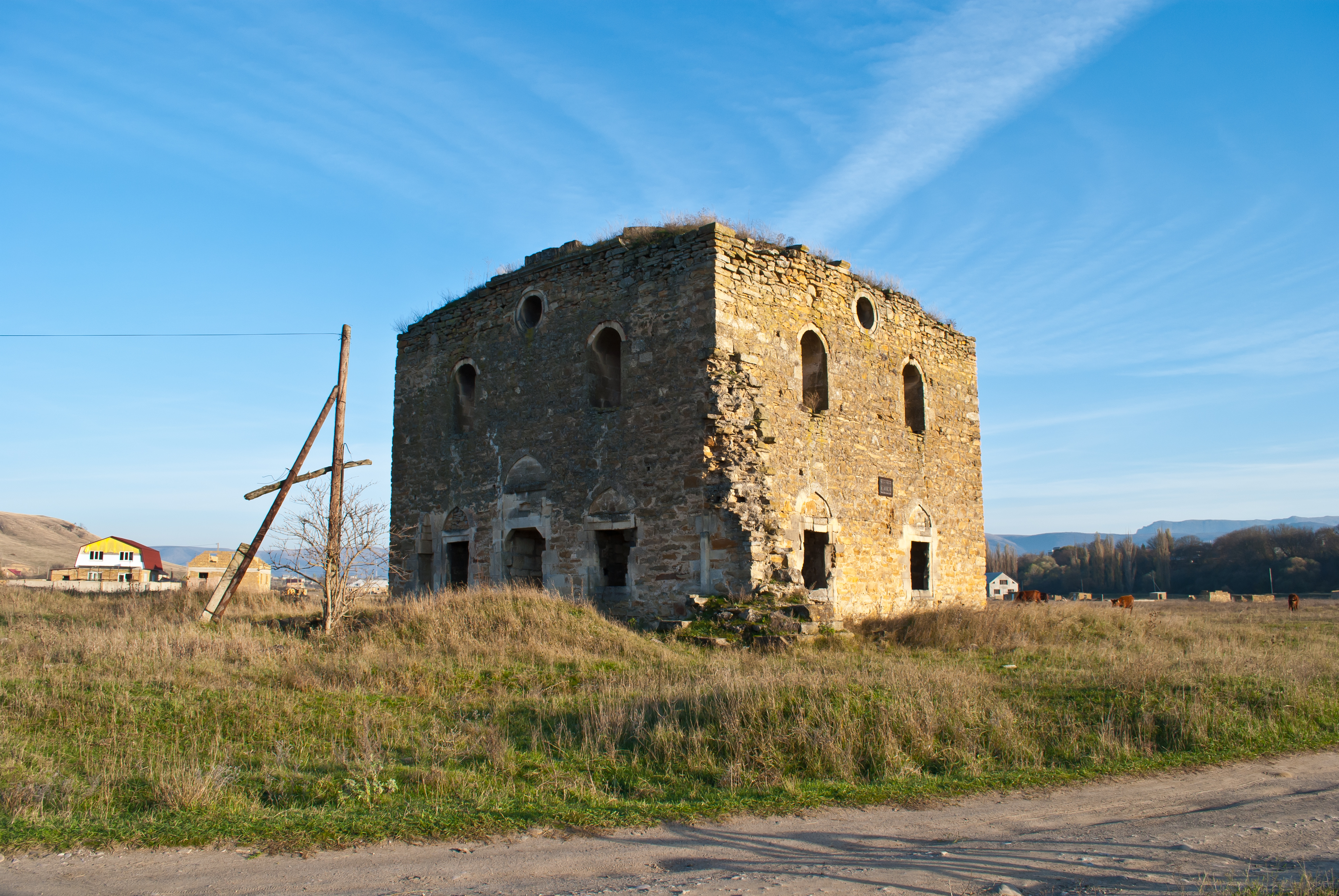
Северная и западная стены
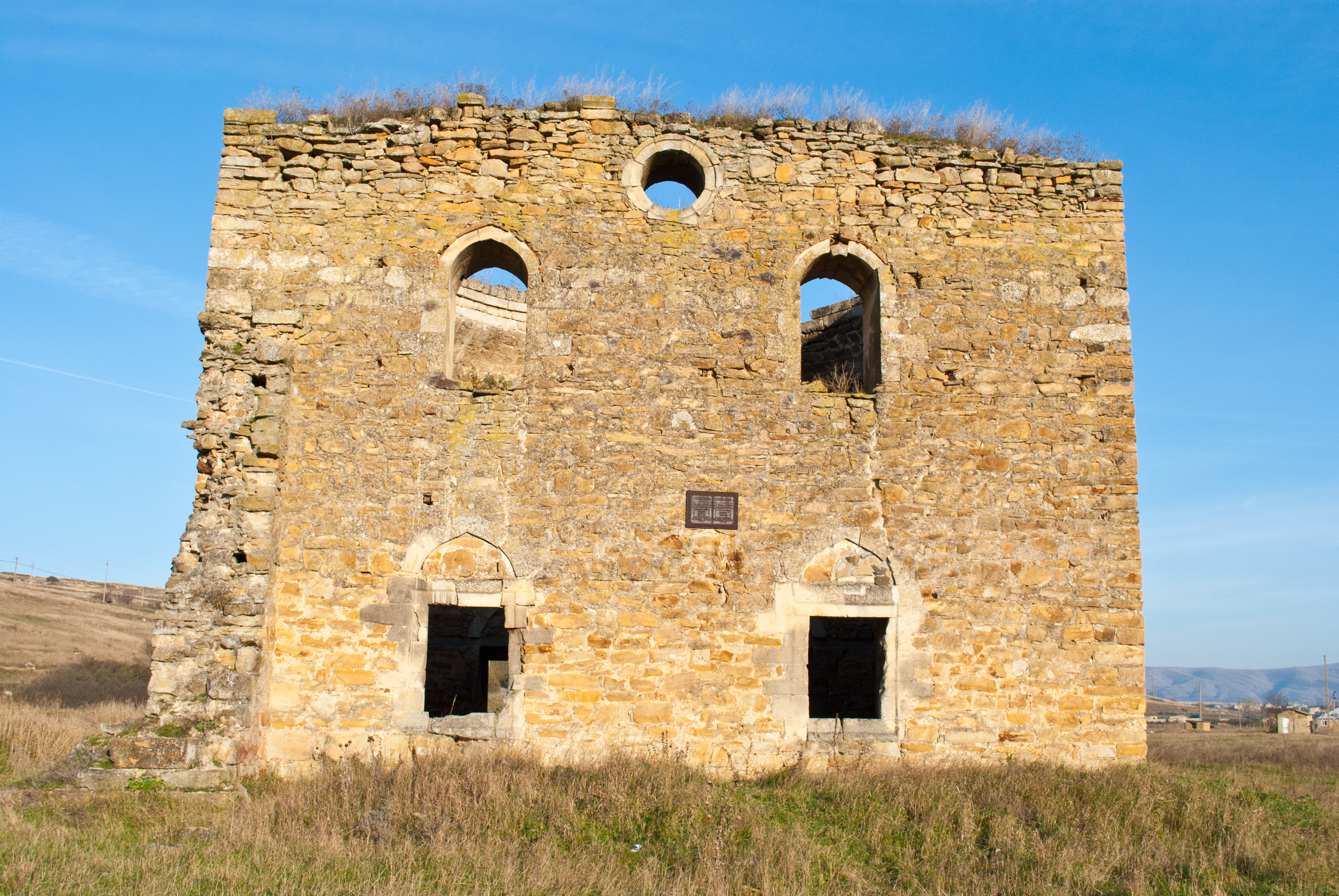
Западная стена
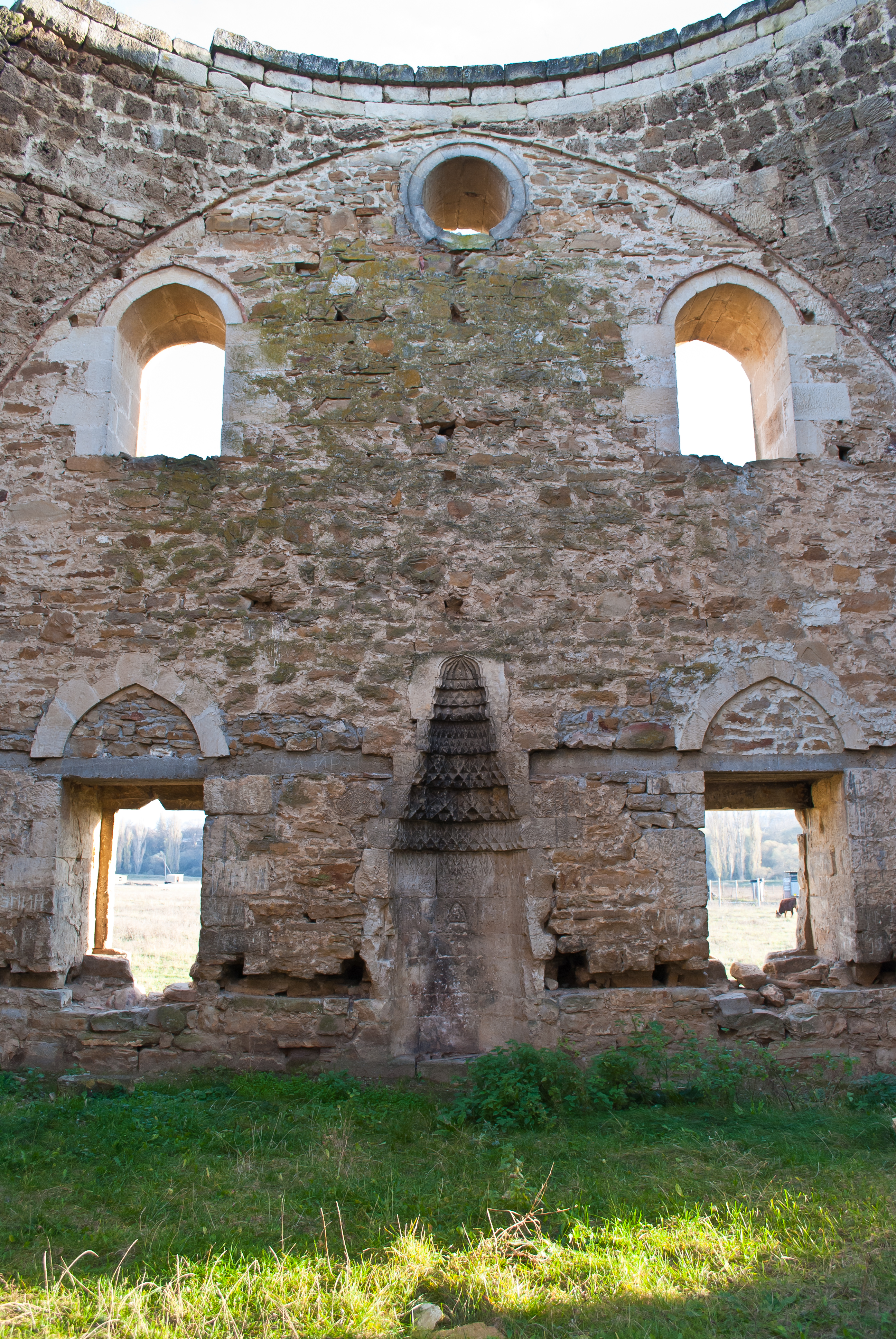
Южная стена с михрабом, вид изнутри
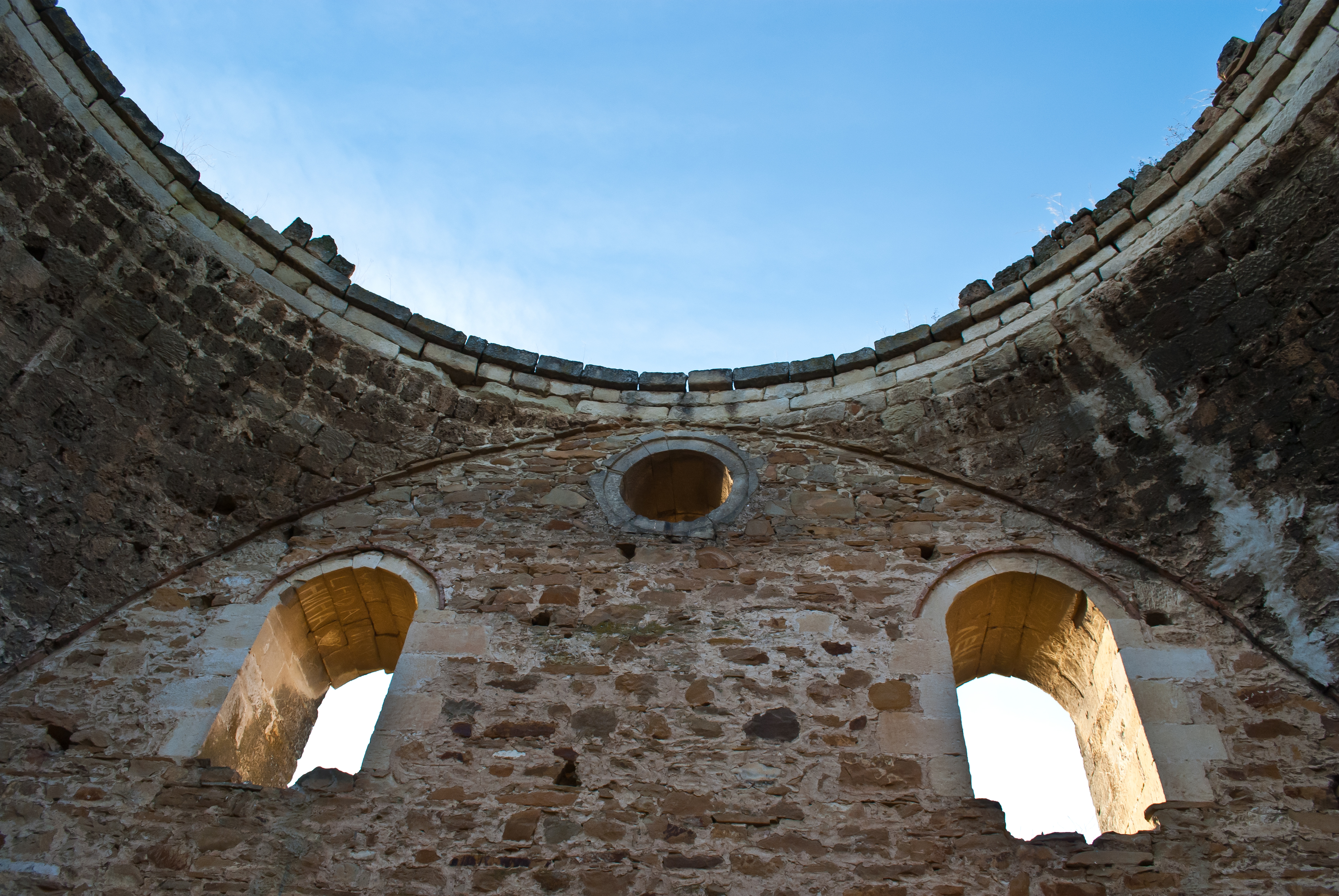
Смыкающиеся паруса